# Velocities (Moto Perpetuo) per a marimba sola
Velocities (subtitulada Moto Perpetuo) és una obra per a marimba de 4 octaves i un terç (fins al Mi1) del compositor Joseph Schwantner escrita l'any 1990.
Aquest treball extremadament virtuós ha estat un element bàsic del repertori solista de percussió contemporània des de la seva composició. L'obra de Schwantner es tradueix a grans trets en un moviment perpetu en forma de línies de moviment constant i compassos contínuament canviants que conformen una textura sonora compacta i lineal. Amb una durada aproximada de 7-8 minuts, Velocities es converteix en una obra interpretativament molt exigent tant a nivell tècnic i físic com mental i musical.

## Biografia
Schwantner, nascut el 22 de març de 1943 a Illions (Chicago), va iniciar els seus estudis de ben jove amb guitarra clàssica.
Durant els seus estudis va poder desenvolupar també el llenguatge modern, jazz i folk.
Les seves primeres experiències compositives ja es van iniciar dins l'aula amb el seu professor de guitarra que el motivava a tocar les seves pròpies obres. Schwantner va continuar els seus estudis de composició al conservatori de la seva Ciutat on es va graduar de Bachelor el 1964. Més tard va obtenir el màster i el doctorat en composició.

### Estil compositiu
L'estil compositiu de Schwantner és força identificable. La seva música defineix clarament el seu gust per l'impressionisme francès, les harmonies i escales modernes, la curiositat pel sistema dodecafònic i serial i l'experimentació minimalista.
Més enllà de la forma descriptiva de la majoria de les seves obres, l'estil individualitzat, l'experimentació tímbrica, l'ús d'agrupacions instrumentals poc habituals, i l'ús de rangs melòdics extrems, Schwantner aconsegueix sempre construir textures complexes que paradoxalment generen un conjunt sonor molt ben cohesionat.

## Anàlisi
Velocities, subtitulat Moto Perpetuo, està construït en un sol moviment (tempo de negra 120). Schwantner va crear aquesta composició mantenint una estructura rítmica contant de semicorxeres ininterrompudes al llarg tota la peça. La riquesa d'aquesta obra es troba en les variacions d'altres elements musicals, com la textura, mètriques, timbre, accents, dinàmiques, caràcters, tonalitats, harmonies i modes.
| « | “The music, as the title suggests, is characterized by continuously changing texture of rapidly articulated pitches within a framework of continually shifting meters. The linear, harmonic and gestural elements of the work are derived from a series of four, five, six and seven-note pitch sets.” | » |
| — Joseph Schwantner, 11 Evelyn Glennie, The Music of Joseph Schwantner, program note by Joseph Schwantner, BMG 09026-68692-2, 1997, compact disc. | |   |

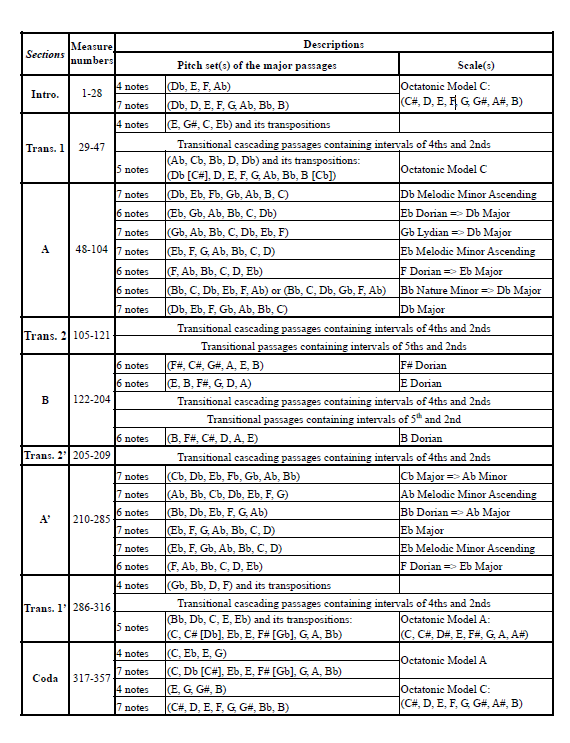
Quadre estructural de Velocities

### Estructura
La peça es modela en una estructura de forma sonata, amb una introducció i una coda que inclou passatges de transició entre les seccions. Aquesta forma d'arc es pot dividir en cinc seccions:
Introducció, A, B, A ' i coda. L'examen de la taula següent es mostra la estructura simètrica entre les seccions:

### Intervàlica
Les seccions transitòries es construeixen bàsicament sobre intervals específics d'una quarta perfecta i cinquena justa transportats diatònicament sobre escales modals o desplaçats progressivament a una 2a major o menor descendent o ascendent. Els intervals més identificables a la introducció i la coda són principalment la setena i la quarta justa.
Per a la marimba, els intervals de quarta i cinquena són molt còmodes d'executar a nivell tècnica, és per aquest motiu que hi ha una gran quantitat de composicions on predominen aquests intervals.

## Consideracions en la interpretació
Joseph va dir que volia compondre una peça per a un instrument que pogués ser tocat a un tempo molt ràpid durant un temps prolongat sense cap interrupció. La marimba era sense cap mena de dubte un dels instruments que millor s'adaptava a aquestes condicions.
L'executant, però, ha de tenir la resistència i tècnica suficients per mantenir el mateix tempo i energia al llarg de tota l'obra. Només d'aquesta manera es pot assolir d'una manera completa els que Schwantner tenia al cap.
Al tractar-se d'una obra escrita pràcticament en una sola veu, la harmonia i textura ressonant només pot arribar-se a apreciar si s'interpreta a una velocitat prou elevada per donar aquesta al·lusió d'acords modals.
| «                   | “I achieve harmony and harmonic progression though fast articulation of the notes played one at a time.” | » |
| — Joseph Schwantner | |   |

## Enregistraments
- Evelyn Glennie, The Music of Joseph Schwantner, (7:22) BMG 09026-68692-2 - 1997
- Greg Giannascoli, Velocities, (7:35) WMM 2 - 1999
- Nanae Mimura, Marimba Spiritual (7:42) SRCR 2565 - 2000
- J. B. Smith, Apparitions for Percussion (8:24) WS-01 - 1999
- David Hall, Saudação! (8:44) DHR 46382- 2000
- Filippo Lattanzi, Fields (9:32) DAD-001 - 2001

## Errors d'edició
1. c 3- (pentagrama superior, sisena nota = Mi)
2. c 55- (6/8 no 7/8)
3. c 67- (pentagrama superior, cinquena nota = Mib)
4. c 119- (cinquena nota = Mib)
5. c 188- (12th note= B natural)
6. c 231 i c 233- (7/8 no 7/16)
7. c 309- (pentagrama inferior, quarta nota = La natural)
8. c 319- (pentagrama inferior, sisena nota = Sol natural)
9. c 334- (sisena nota = Sol natural)